# 侯晓兰
侯晓兰（1980年6月3日—），广东韶关人，中国女子曲棍球运动员。她曾代表中国参加2000年夏季奥运会和2004年夏季奥运会女子曲棍球比赛，分别获得第5名和第4名。 